# محمداسلم وطنجار
ستر جنرال محمد اسلم وطنجار (زاده ۱۹۴۶ پکتیا – درگذشته ۲۰۰۰ اودسا) سیاستمدار و جنرال افغانستانی، از قوم پشتون بود. او نقش مهمی در کودتای ۱۹۷۸ ثور داشت که باعث سرنگونی رئیس‌جمهور محمد داوود خان شد. او بعداً عضو پولیت‌برو در جمهوری دموکراتیک افغانستان شد، نقش وی در دو کودتای که سرنوشت سیاسی افغانستان را تغییر داد، نمی‌توان نادیده گرفت.

## اوایل زندگی
وطنجار از پشتون‌های غلزایی زورمله پکتیا می‌باشد، پس از فارغ‌التحصیلی از آکادمی نظامی کابل در ۱۹۷۶، به عنوان افسر تانک در اتحاد جماهیر شوروی آموزش دید.

## انقلاب ثور
نقش وطنجار در کودتای کمونیستی ۱۹۷۸ بسیار مهم بود. وی با راهنمایی حفیظ‌الله امین، واحد موتوریزه قطعه شماره ۴ و واحد زرهپوش تانک‌های قطعه شماره ۱۵ پلچرخی را علیه دولت هدایت می‌کرد. حبیب‌الرحمن، خواهرزاده حفیظ الله امین از رهبران کودتا، بامداد ششم ثور، دستور آغاز کودتا را از پدرش به سید محمد گلاب‌زوی، عضو کمیته مرکزی حزب دموکراتیک خلق رساند. آنگونه که از سید محمد گلاب‌زوی، در کتاب افغانستان در قرن بیستم نقل شده، او توانست پیام حفیظ‌الله امین را تا ساعت یک همان شب، به همه قطعات و واحدهای هوایی و زمینی برساند.
محمد اسلم وطنجار و عبدالقادر، رهبری نیروهای زمینی و هوایی را برای آغاز کودتا بر عهده گرفتند و همه تدابیر برای درهم کوبیدن وزارت دفاع، میدان‌هوایی/فرودگاه کابل و کاخ ریاست جمهوری اتخاذ شد و نیروها در انتظار سپیده دم و آغاز کودتا ماندند.
دگروال اسلم وطنجار در جریان کودتا فرمانده ارتش نیروهای زمینی بود؛ تانک شماره ۸۱۵ اسلم وطنجار، سربازان وفادار به محمد داوود، رئیس‌جمهوری را در ارگ زیر آتش توپخانه قرار داد و توانست کنترل کابل را بدست گیرد. دگروال عبدالقادر رهبر اسکادران‌های نیروی هوایی نیز حمله بزرگی را به کاخ سلطنتی آغاز کرد که در جریان آن محمد داود خان کشته شد. هنگامی که اجساد رئیس‌جمهور و خانواده‌اش را دفن می‌کردند، وطنجار نیز حضور داشت.
دگروال وطنجار همچنین مسئول اعلامیه رادیو کابل، به زبان پشتو، مبنی بر ایجاد شورای انقلابی نیروهای مسلح بود که دگروال عبدالقادر آنرا سرپرستی می‌کرد. بیانیه اولیه شورای انقلاب که در اواخر عصر ۲۷ آوریل منتشر شد، تصدیق غیرقابل توافق بر آرمان‌های اسلامی، دموکراتیک و غیرمتعهد افغانستان بود.
وی مسئولیت عملیات تانک‌ها را بر عهده داشت تا اینکه حفیظ‌الله امین در غروب همان‌روز وی را از آن پست برکنار کرد. امین در ۳۰ آوریل ۱۹۷۸ اولین فرمان از مجموعه احکام سرنوشت ساز را صادر کرد که در آن مصوبه شورای انقلابی ارتش به‌طور رسمی لغو می‌شد.
جنرال محشور که از فرماندهان تحت امر دگروال وطنجار بود، می‌گوید:
عمل‌کرد سریع تانک‌های تحت امر اسلم وطنجار کودتا را به پیروزی رسانده بود اما در نهایت اختلافات در میان رهبران حزب دموکراتیک خلق باعث شد تا چرخ نظام هم از کار بیفتدو حکومتی که در نتیجه کودتا روی کار آمده بود، نابود شود.

## در دولت خلقی
پس از کودتا، وطنجار به عنوان معاون نخست‌وزیر و وزیر مخابرات منصوب شد. بعداً وی به‌طور پی در پی به عنوان وزیر امور داخله، دفاع و دوباره امور داخله مشغول به کار شد تا اینکه در یک توطئه علیه امین، به دیگران پیوست.
قیام هرات همچنین دور جدیدی را در جنگ قدرت داخلی رژیم افغانستان آغاز کرد. تره‌کی سرانجام برای کاهش اتهامات عملکرد ضعیف در رهبری نظامی، به وطنجار سمت وزیر دفاع را اعطا کرد.
اقدام وطنجار برای تصدی وزارت دفاع بهره‌برداری قابل اثبات از آسیب‌پذیری امین پس از شکست‌های ارتش بود. با این حال، تا ژوئیه سال ۱۹۷۹، امین نمونه کارهای دفاعی را بدست گرفت و چون شخص دست راست تره‌کی بود، رئیس‌جمهور افغانستان شد.
اسلم وطنجار در توطئه‌ای علیه رئیس‌جمهور حفیظ الله امین همراه با سروری، گلاب‌زوی و دیگر خلقی‌ها شرکت کرد. به‌جز سروری که از ولایت غزنی بود، بقیه اهل پکتیا بودند. تعداد قابل توجهی از افراد اهالی پکتیا، در ارتش نفوذ داشتند. سروری تا زمان قطع رابطه با امین، رئیس اداره اطلاعات آگسا بود، در حالی که بقیه وزیران کابینه بودند. دلیل اینکه این دوستان صمیمی بعداً علیه امین شدند، مخالفت امین با رئیس‌جمهور تره‌کی و کشتن او بود، علاوه بر این امین چیزی زیادی نمی‌دانست و در دوران حکومت خود بارها از شوروی تقاضا کرد تا به افغانستان تهاجم نماید. وقتی این توطئه بوقوع پیوست امین فوراً به سفارت شوروی پناه برد و وطنجار، گلاب‌زوی، عبدالقادر، کشتمند و کارمل پیروز شده، قدرت را به‌دست گرفتند.

## در دولت پرچمی
وطنجار و گلابزوی که از افسران ارشد ارتش بودند، به حمله ارتش سرخ شوروی، پاسخ ندادند و در کنار آنها، به عنوان راهنما برای شوروی خدمت‌شان را آغاز کردند. پس از حمله شوروی، وطنجار به عضویت در کمیته مرکزی و شورای انقلاب ارتقا یافت و به عنوان وزیر ارتباطات در ژوئن ۱۹۸۱ منصوب شد. بعداً به‌طور پی در پی به عنوان وزیر داخله، دفاع و دوباره وزیر داخله خدمت کرد. وی همچنین در سمت خود به عنوان وزیر ارتباطات و عضو دفتر سیاسی حاکم، به ریاست هیئت رسمی افغانستان به بایکونور رفت که در آنجا عبدالاحد مومند، به‌عنوان اولین افغان به ایستگاه فضایی میر فرستاده می‌شد.
در تاریخ ۶ مارس ۱۹۹۰، هنگامیکه شهنواز تنی برای انجام یک کودتا تلاش می‌کرد، جنرال وطنجار موفق شد از حمله گردان تانک شهنواز تنی جلوگیری کند که باعث شد کودتا به سر انجام نرسد و وطنجار هم از طرف رئیس‌جمهور نجیب الله به درجه جنرالی چهار ستاره ارتقا یافت و وزیر دفاع شد.
پس از سقوط کابل و فروپاشی دولت رئیس‌جمهور نجیب‌الله، وی کشور را ترک کرد ابتدا عازم شوروی و سپس اوکراین شد.

## وفات
وی در ۲۴ نوامبر سال ۲۰۰۰ بر اثر سرطان در هنگام تبعید در شهر اودسای اوکراین در سن ۵۶ سالگی درگذشت.